# Đo mật độ hố khoan
Đo mật độ hố khoan (đo gamma-gamma, Density log) là thành phần của Địa vật lý hố khoan, thực hiện theo cơ sở của Thăm dò phóng xạ, dùng nguồn tia gamma chiếu vào đất đá, rồi đo tia gamma thứ cấp phát sinh theo Tán xạ Compton (Compton Scattering) và Hiệu ứng quang điện (Photoelectric effect) trên các nguyên tử môi trường.
Các đất đá có mật độ cao thì phát sinh tia gamma thứ cấp nhiều hơn. Đo gamma ở hai khoảng cách gần nguồn và xa nguồn, sẽ xác định được mức độ kích thích này, từ đó tính ra mật độ tự nhiên của đất đá.
Đo mật độ là một trong các phép đo chủ yếu thực hiện ở các hố khoan khảo sát thăm dò.

## Phương pháp thực hiện
Vì lý do an toàn phóng xạ, phương pháp chỉ thực hiện trong hố khoan. Nguồn tia gamma thường dùng là Cs137 đóng thành Capsule và đặt trong bình chì bảo vệ. Khi làm việc thì dùng các ống công cụ chuyên dụng lấy ra khỏi bình chì rồi lắp vào vị trí quy định ở đầu đo.
Nguồn tia gamma thuộc diện quản lý An toàn Phóng xạ Quốc gia.
Máy sử dụng các khối mẫu phân cỡ để thực hiện thủ tục phân cỡ (Calibration), từ đó xác định hệ số phân cỡ để tính và hiện kết quả trực tiếp mật độ đất đá quanh hố khoan ra g/cm³.
Độ chính xác đo mật độ phụ thuộc cường độ nguồn chiếu. Các nguồn dưới 20 mCurie cho kết quả định tính, nguồn 100 mCurie trở lên cho kết quả định lượng tốt hơn. Ví dụ đầu đo QL40-DEN Compensated Dual Density – Caliper.